# Robert Schindel
Robert Schindel (Bad Hall, 4 de abril de 1944) es un escritor austríaco.

## Vida

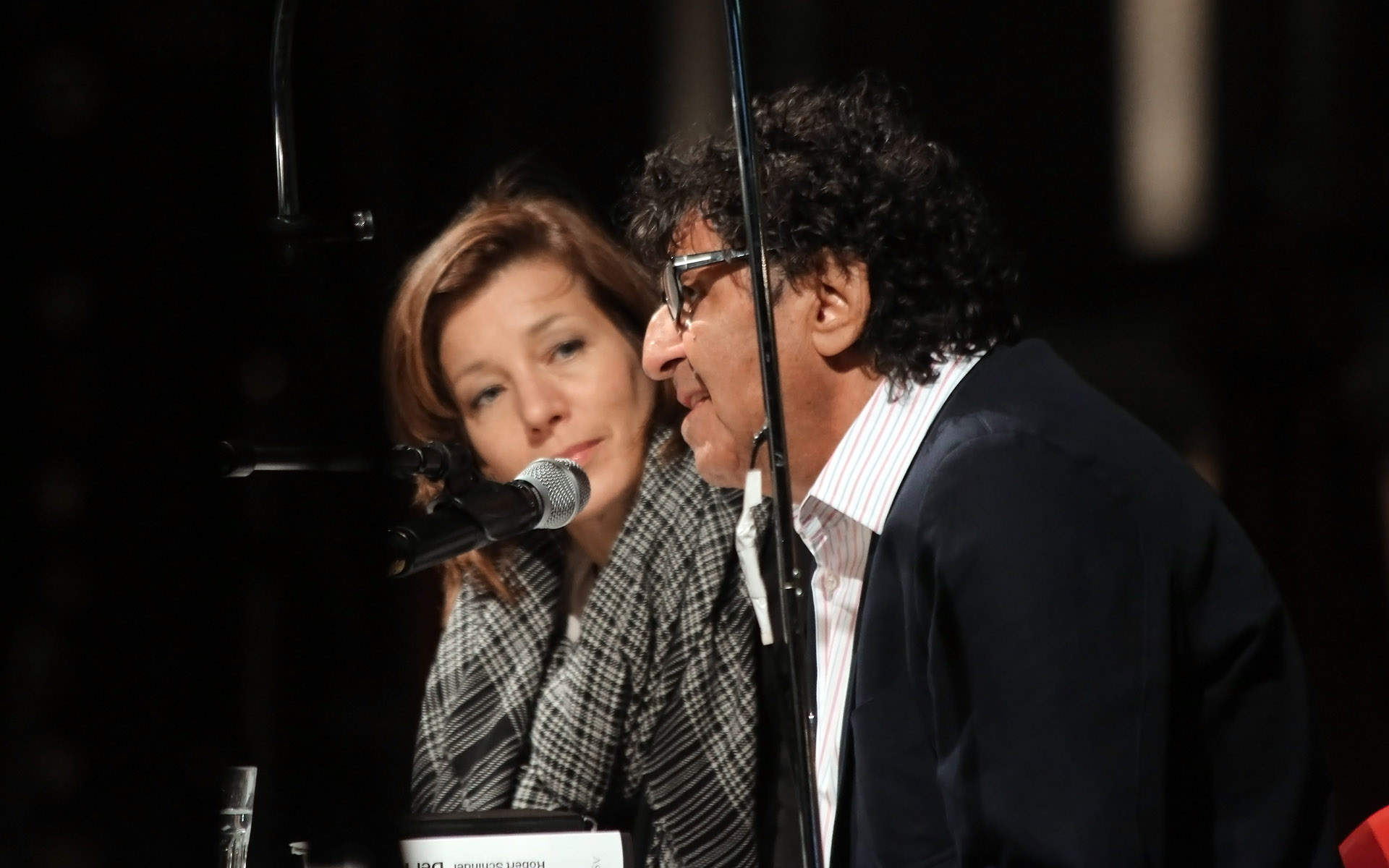
Robert Schindel y Clarissa Stadler durante el festival literario o-töne (2013).

Hijo de judíos comunistas, nació en 1944 en Bad Hall. Su padre, René Hajek, murió en el campo de concentración de Dachau el 28 de marzo de 1945 y su madre, Gerty Schindel, sobrevivió a los campos de concentración de Auschwitz y Ravensbrück, por lo que pudo regresar a Viena y reencontrarse con su hijo en 1945.
En 1959 abandonó el Gymnasium y empezó a trabajar de aprendiz de librero en la editorial Globus-Verlag en Viena. Después viajó a París y a Suecia, donde desempeño distintos oficios. Fue miembro activo del Partido Comunista de Austria entre los años 1961 y 1967. En 1967 finalizó su Matura y estudió filosofía y dos semestres de derecho, y se relacionó con círculos maoístas. Fue cofundador del movimiento estudiantil Kommune Wien y de la revista literaria Hundsblume, en la que publica sus textos. A su círculo pertenecían artistas que serían conocidos con el tiempo, como Elfriede Jelinek y los gemelos Kostantin y Leander Kaiser. En 1970 publicó su novela Kassandra.
En el año 1986 empezó a escribir por su cuenta. Antes se había desempeñado en distintos oficios: en correos y ferrocarriles, como bibliotecario en Wiener Hauptbücherei, redactor nocturno de la Agence France-Presse y como orientador para desempleados. También trabajó en cine, televisión y radio.
En su obra tiene importancia el holocausto y su relación ambivalente con Viena, ciudad que denomina como la «capital del olvido», donde aún sobrevive el antisemitismo.
En 1992 publicó la novela Gebürtig, que luego llevó a la pantalla con éxito junto con Lukas Stepanik en el año 2001. Entre 1998 y 2002 formó parte del jurado del premio Ingeborg Bachmann, y fue su presidente en el año 1999. Schindel ejerce de mecenas de jóvenes talentos literarios y desde el año 2003 mantiene distintos talleres de literatura para jóvenes.
En el año 2004 fue coeditor de Landvermessung. Österreichische Bibliothek nach 1945. Vergessene, Bleibende, Künftige. Vormals Austrokoffer, con motivo de la celebración del año 2005 en Austria (50 años del tratado del estado austríaco, 60 años de república y 10 años de adhesión a la Unión Europea).
Creó en el año 2006 junto con Rudolf Scholten el festival literario Literatur im Nebel que se celebra en Heidenreichstein, y donde cada año se invita a un escritor de fama mundial: Salman Rushdie (2006), Amos Oz (2007), Jorge Semprún (2008), Margaret Atwood (2009), Hans Magnus Enzensberger (2010), Nuruddin Farah (2011)...
Es miembro de la Freie Akademie der Künste in Hamburg y de la Deutsche Akademie für Sprache und Dichtung. Desde el año 2009 es profesor en el Institut für Sprachkunst de la Universität für angewandte Kunst Wien. En el año 2014 recibió el Premio Heinrich Mann.

## Obra
- Ohneland. Gedichte vom Holz der Paradeiserbäume. 1979–1984. (1986).
- Geier sind pünktliche Tiere. (1987).
- Im Herzen die Krätze. (1988).
- Ein Feuerchen im Hintennach. Gedichte 1986–1991 (1992).
- Gebürtig. (1992).
- Die Nacht der Harlekine.(1994).
- Gott schütz uns vor den guten Menschen. Jüdisches Gedächtnis – Auskunftsbüro der Angst. (1995).
- Immernie. Gedichte vom Moos der Neunzigerhöhlen. (2000).
- Nervös der Meridian. Gedichte. (2003).
- Zwischen dir und mir wächst tief das Paradies. Liebesgedichte. (2003).
- Fremd bei mir selbst. (2004).
- Kassandra. (1979/2004).
- Wundwurzel. (2005).
- Der Krieg der Wörter gegen die Kehlkopfschreie, Capriccios. (2008).
- Mein mausklickendes Saeculum. (2008).
- Dunkelstein. Eine Realfarce. (2010).
- Man ist viel zu früh jung. (2011).
- Der Kalte (2013).